# Actus Tragicus
Actus Tragicus (Kantat BWV 106) är en av J. S. Bachs tidiga och mest kända kantater (totalt över 200). Den komponerades redan 1707, när Bach bara var 22 år gammal. Den är troligen skriven till begravningen av en släkting till Bach.
Kantaten är uttrycksfullt instrumenterad med ”Gottes Zeit ist die allerbeste Zeit. In ihm leben, weben und sind wir so lange er will." (Herrens tid är den allra bästa tiden. I honom lever verkar och är vi så länge han vill.) Texten beskriver kampen mellan ljuset och mörkret där ljuset till slut står segrande kvar.
Actus Tragicus framförs ofta på Alla helgons dag.

## Röstbesättning och instrumentation
Kantaten är skriven för en liten ensemble bestående av:
- Röster: Sopran, alt, tenor och bas;
- Instrument: två altblockflöjter, två viole da gamba och basso continuo (violoncell, violone och orgel).

Tillsammans ger denna barockensemble en mycket speciell och njutbar klangupplevelse.

## Struktur
Sats 1
- Sonatina (instrumental), molto adagio

Sats 2
- Kör, andante/allegro/adagio assai: Gottes Zeit ist die allerbeste Zeit (Guds tid är den allra bästa tiden)
- Arioso (tenor), lento: Ach, Herr, lehre uns bedenken (Gud, lär oss beakta)
- Aria (bas), vivace: Bestelle dein Haus (Ställ ditt hus i ordning)
- Kör och arioso (sopran), andante: Es ist der alte Bund (Det är det gamla förbundet) och Ja, komm, Herr Jesu, komm! (Ja, kom, Jesu kom!)

Sats 3
- Aria (alt), andante: In deine Hände befehl ich meinen Geist (Jag befaller min ande i dina händer)
- Arioso (bas) och koral (duett för alt och bas), andante: Heute wirst du mit mir im Paradies sein (Idag kommer du att vara med mig i paradiset) & Mit Fried und Freud ich fahr dahin (Med frid och fröjd jag far därhän)

Sats 4
- Kör, andante/allegro: Glorie, Lob, Ehr und Herrlichkeit (Härlighet, lov, ära och majestät)